# Jean Goubert
Jean Goubert (* 16. Juli 1994 in Pau) ist ein französischer Radrennfahrer.

## Sportlicher Werdegang
Nach dem Wechsel in die U23 fuhr Goubert zunächst für mehrere französische Vereine und startete vorrangig bei Rennen des nationalen Kalenders in Frankreich. Zur Saison 2021 wechselte er zum damaligen Verein Sprinter Nice Métropole. Neben zwei Erfolgen auf nationaler Ebene beider Route d'Or du Poitou und der Tour du Périgord gewann er bei der Tour de Serbie 2021 als Solist die dritte Etappe und legte damit auch den Grundstein für den Gewinn der Gesamtwertung. Er blieb fester Bestandteil seines Teams, als dieses zur Saison 2022 als UCI Continental Team lizenziert wurde. Weitere zählbare Erfolge gelangen ihm bisher nicht.
Zur Saison 2024 ging Goubert zurück auf die Vereinsebene und wurde Mitglied beim GSC Blagnac Vélo Sport 31.

## Erfolge
2021
- Gesamtwertung und eine Etappe Tour de Serbie